# Parted Magic
Parted Magic je jednou ze specializovaných linuxových distribucí nenáročných na hardware (díky uživatelskému prostředí Openbox) a zaměřujících se na správu souborových systémů a disků. Již od počátku stojí za jejím vývojem Patrick Verner.
Distribuce nevyžaduje instalaci, před interakcí se uživatelem nahraje do RAM.

## Interní nástroje
Veškeré možnosti Parted Magic by se dali rozdělit do několik škatulek:
1. Klonování disků
2. Rozdělování disků
3. Záchrana dat z úložných zařízení
4. Mazání dat
5. Benchmarking

Dále obsahuje taktéž běžné aplikace, jako správce souborů, internetový prohlížeč, správce archivů, emulátor terminálu, nástroj pro tvorbu bootovacího flash disku,...